# Elizabeth (Pennsilvània)
Elizabeth és una població dels Estats Units a l'estat de Pennsilvània. Segons el cens del 2000 tenia 1.609 habitants.

## Demografia
Segons el cens del 2000, Elizabeth tenia 1.609 habitants, 681 habitatges, i 422 famílies. La densitat de població era de 1.775 habitants per quilòmetre quadrat.
Dels 681 habitatges en un 26,9% hi vivien nens de menys de 18 anys, en un 44,6% hi vivien parelles casades, en un 11,9% dones solteres, i en un 37,9% no eren unitats familiars. En el 33% dels habitatges hi vivien persones soles el 17,8% de les quals corresponia a persones de 65 anys o més que vivien soles. El nombre mitjà de persones vivint en cada habitatge era de 2,34 i el nombre mitjà de persones que vivien en cada família era de 2,98.
Per edats la població es repartia de la següent manera: un 22,9% tenia menys de 18 anys, un 6,5% entre 18 i 24, un 28,5% entre 25 i 44, un 21% de 45 a 60 i un 21,1% 65 anys o més.
L'edat mediana era de 40 anys. Per cada 100 dones de 18 o més anys hi havia 79,1 homes.
La renda mediana per habitatge era de 30.556 $ i la renda mediana per família de 36.607 $. Els homes tenien una renda mediana de 28.088 $ mentre que les dones 22.350 $. La renda per capita de la població era de 17.618 $. Entorn del 7,3% de les famílies i el 10,2% de la població estaven per davall del llindar de pobresa.

## Poblacions properes
El següent diagrama mostra les poblacions més properes.